# Balatan
Balatan ist eine philippinische Stadtgemeinde in der Provinz Camarines Sur.
Balatan wurde von Don Gregorio Balatan gegründet, er war auch der erste Bürgermeister des Orts und Gründer der ersten Schule, das Balatan Institute. Gegenwärtig ist Nena B. Borja Bürgermeister.
Balatan feiert regelmäßig am 18. Februar ein Fest. Die Gemeinde liegt an der Küste des Golfes von Ragay.

## Baranggays
Balatan ist politisch in 17 Baranggays unterteilt.
| - Cabanbanan - Cabungan - Camangahan (Caorasan) - Cayogcog - Coguit - Duran - Laganac - Luluasan - Montenegro (Ehemals Maguiron, umbenannt zu Ehren von Bürgermeister Dido Montenegro) - Pararao - Siramag (Pob.) - Pulang Daga - Sagrada Nacacale - San Francisco - Santiago Nacacale - Tapayas - Tomatarayo |

## Fotogalerie

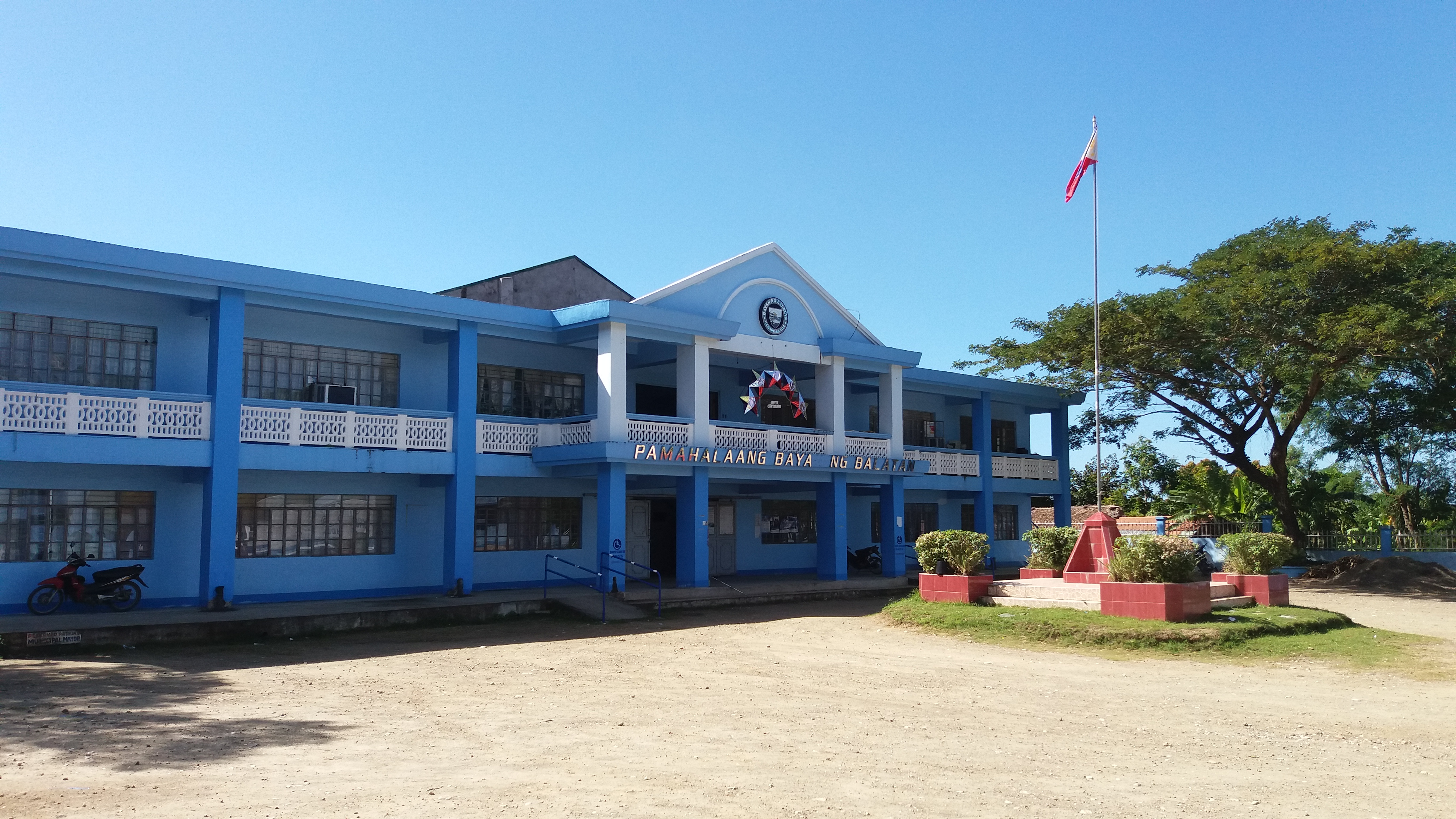
Balatan Stadthalle
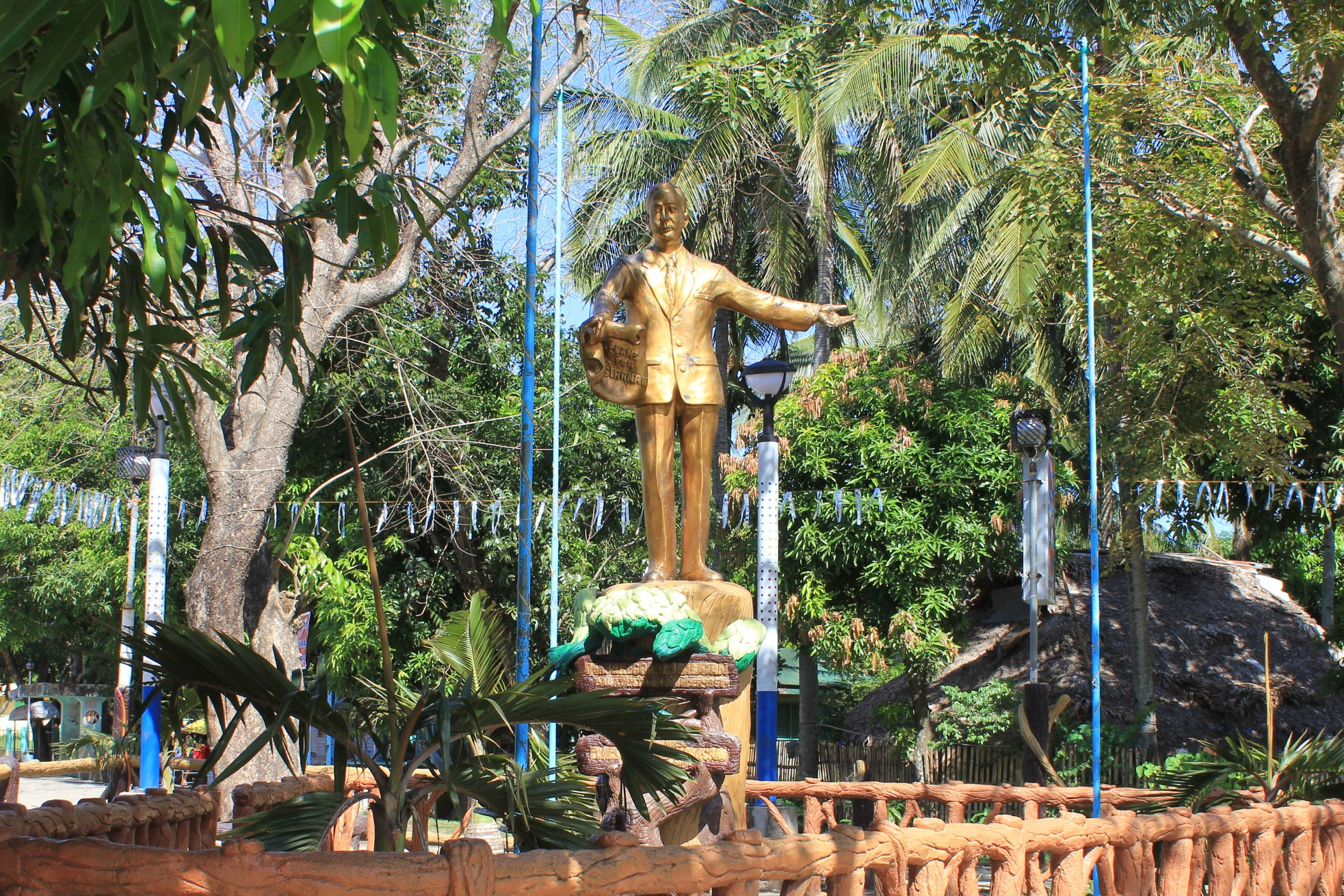
Don Gregorio O. Balatan, Gründer der Stadt
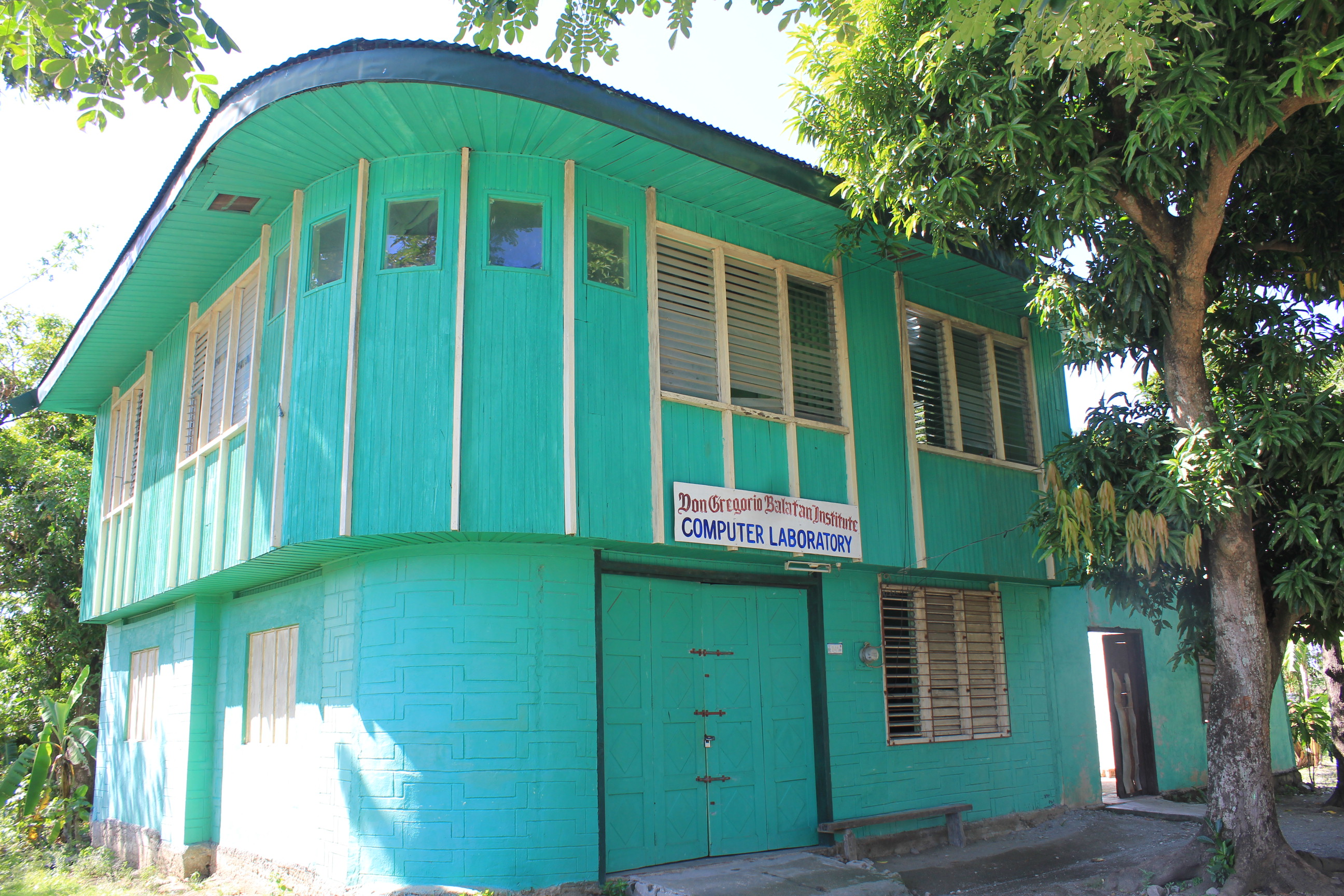
Don. Gregorio Balatan Memorial Institute
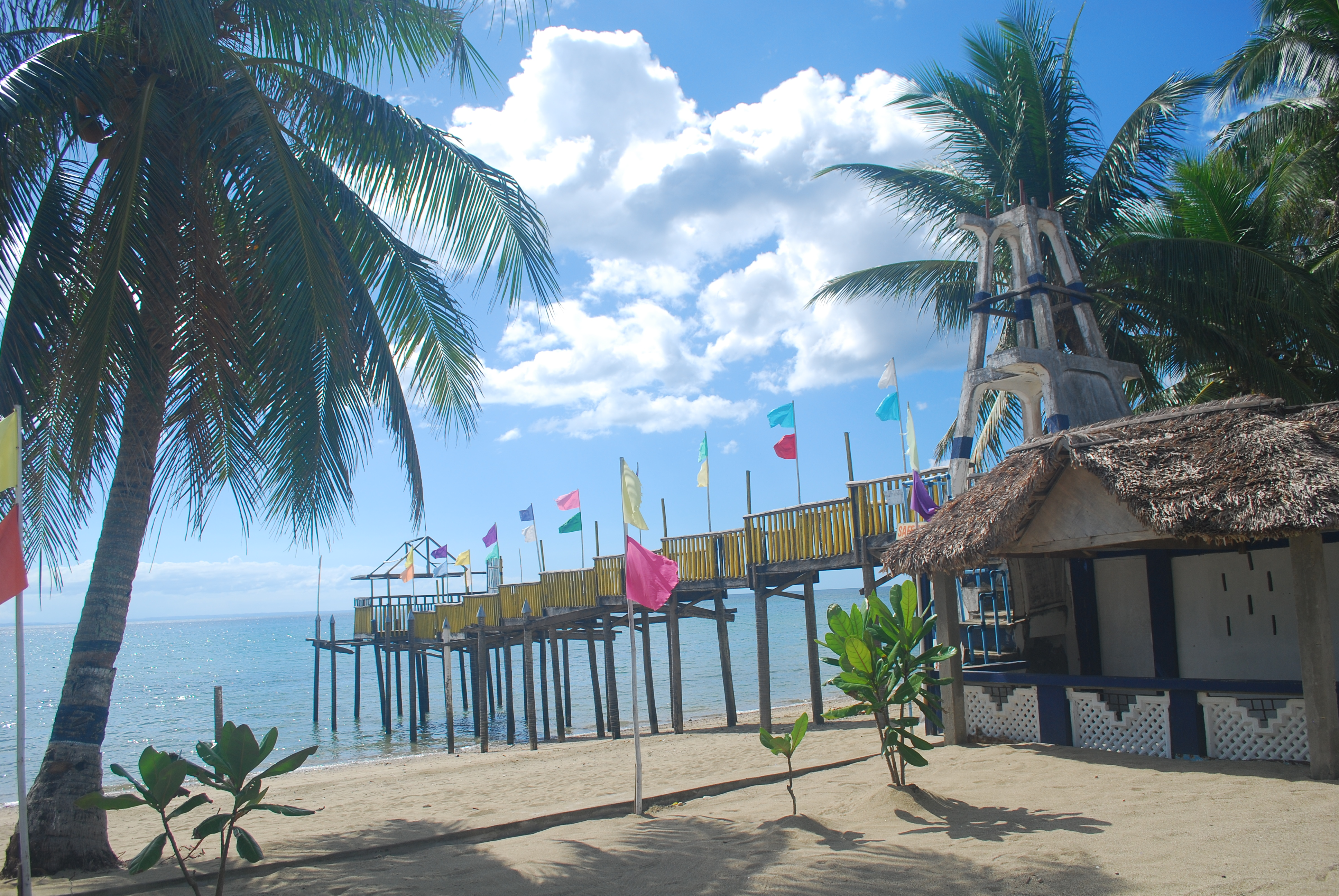
Ein Badeort in Balatan